# Michael Carvill
Michael Desmond Carvill (Belfast, 3 aprile 1988) è un allenatore di calcio ed ex calciatore nordirlandese, di ruolo attaccante, tecnico del Kilmore Recreation.

## Palmarès

### Club

#### Competizioni nazionali
- Campionato nordirlandese: 3

Linfield: 2009-2010, 2010-2011, 2011-2012
- Irish Cup: 4

Linfield: 2009-2010, 2010-2011, 2011-2012
Crusaders: 2018-2019
- County Antrim Shield: 1

Linfield: 2013-2014